# 2007 في الكويت

## المناصب
- أمير الدولة: صباح الأحمد الجابر الصباح
- ولي العهد: نواف الأحمد الجابر الصباح
- رئيس الوزراء: ناصر المحمد الأحمد الصباح

## أحداث
- افتتاح مجمع الأفنيوز
- افتتاح قناة الوطن

## مواليد
غرور صفر - ممثلة
ملك ابو زيد - ممثلة

## وفيات
- يوسف صالح العليان - رجل أعمال
- عبد الرحمن المسلم - مخرج